# نبرد تنشو ایگا
نبرد تنشو ایگا، شورش تنشو ایگا (به ژاپنی: 天正伊賀の乱 Tenshō Iga no Ran) به دو هجوم خاندان اودا به ولایت ایگا در اواخر دوره سنگوکو اشاره دارد. اودا نوبوناگا پس از اینکه در سال ۱۵۷۹ یک بار شکست را متقبل شد در دومین حمله در سال ۱۵۸۱ توانست این ولایت را تسخیر کند.